# Teorema de Pitot

PA = PB

O teorema de Pitot, que leva o nome do engenheiro francês Henri Pitot, afirma que em um quadrilátero convexo circunscritível (i.e. um em que um círculo pode ser inscrito) o resultado da soma dos comprimentos dos lados opostos é o mesmo. O teorema é uma consequência do fato de que dois segmentos de reta tangentes de um ponto fora do círculo para o círculo tem comprimentos iguais.
A recíproca é verdadeira (se o resultado da soma dos comprimentos dos lados opostos de um quadrilátero convexo é o mesmo, então esse quadrilátero é circunscritível), como demonstrado por Jakob Steiner em 1846.